# Brom mononitrat
Brom mononitrat là một hợp chất vô cơ, là muối của brom và acid nitric có công thức hóa học là BrNO3. Hợp chất là một chất lỏng màu vàng, phân hủy ở nhiệt độ trên 0 °C.

## Điều chế
Hợp chất này được điều chế bằng 2 cách:
Phản ứng của bạc nitrat với dung dịch brom tạo ra brom mononitrat và bạc bromide:
Br2 + AgNO3 → BrNO3 + AgBr
Phản ứng của brom chloride với chlor nitrat ở nhiệt độ thấp:
BrCl + ClNO3 → BrNO3 + Cl2

## Tính chất vật lý
Brom mononitrat là chất lỏng màu vàng không bền, phân hủy ở nhiệt độ trên 0 °C.
Hợp chất này có công thức hóa học là BrONO2 hoặc BrNO3.
Hợp chất này dễ dàng hòa tan trong trichlorofluoromethan và carbon tetrachloride.

## Ứng dụng
Brom mononitrat đóng một vai trò quan trọng trong hóa học đối lưu vì nó phản ứng với acid sulfuric.